# Boda glasbruk
Boda glasbruk is een plaats in de gemeente Emmaboda in het landschap Småland en de provincie Kalmar län in Zweden. De plaats heeft 201 inwoners (2005) en een oppervlakte van 44 hectare.